# 22612 Dandibner
22612 Dandibner è un asteroide della fascia principale. Scoperto nel 1998, presenta un'orbita caratterizzata da un semiasse maggiore pari a 2,7518119 UA e da un'eccentricità di 0,1231391, inclinata di 9,70051° rispetto all'eclittica.